# Castel San Pietro
Castel San Pietro é uma comuna da Suíça, no Cantão Tessino, com cerca de 2.045 habitantes. Estende-se por uma área de 8,02 km², de densidade populacional de 255 hab/km². Confina com as seguintes comunas: Balerna, Bruzella, Cabbio, Caneggio, Coldrerio, Melano, Mendrisio, Morbio Inferiore, Morbio Superiore, Muggio, Rovio, San Fedele Intelvi (IT-CO).
A língua oficial nesta comuna é o Italiano.